# Brachyoripoda punctata
Brachyoripoda punctata är en kvalsterart som beskrevs av Ohkubo 1980. Brachyoripoda punctata ingår i släktet Brachyoripoda och familjen Oripodidae. Inga underarter finns listade.